# Savana inondabile del delta del Nilo
L'ecoregione della savana inondabile del delta del Nilo (WWF ID: PA0904) comprende sia il delta del Nilo vero e proprio, dove il Nilo si getta nel Mar Mediterraneo, sia le pianure alluvionali sulle sponde del fiume fino alla diga di Assuan, 1100 km a monte. Da quando la diga è stata terminata, negli anni '70, il Nilo non è più soggetto a inondazioni annuali in questo tratto, il che ha provocato la scomparsa di gran parte delle distese di papiro (Cyperus papyrus) e di altri tipi di palude che crescevano lungo il fiume.

## Territorio

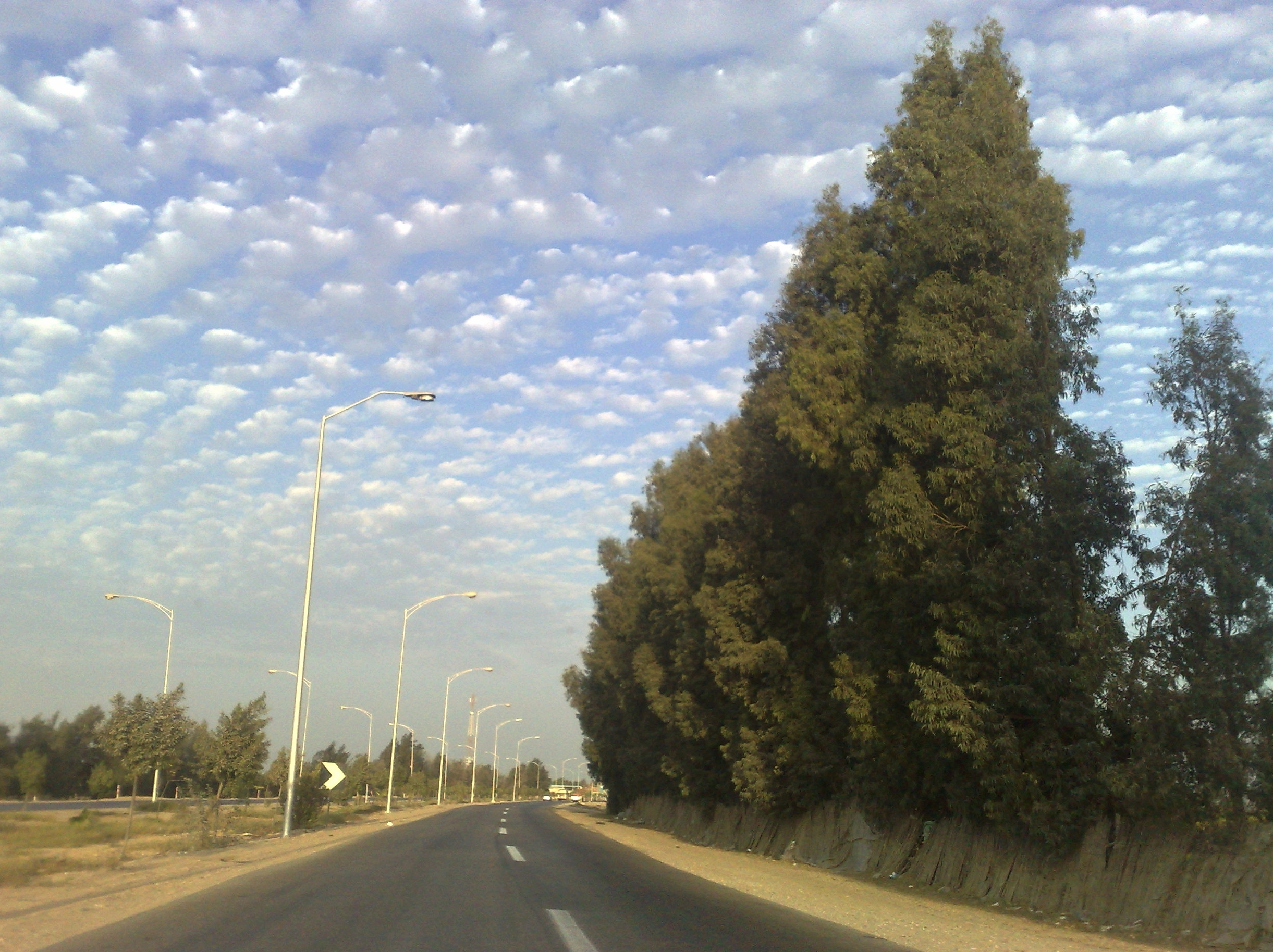
Una strada attraverso la savana inondabile.

Il delta del Nilo a monte del Cairo nel 1961.

All'estremità settentrionale dell'ecoregione si trova il delta del Nilo, lungo 175 km e largo 260. Lungo la costa vi sono alcuni laghi e lagune con paludi; alcuni dei più grandi sono il lago Burullus e il lago Manzala. Nell'area del delta lo strato superficiale del suolo si estende fino a 21 metri di profondità e viene intensamente utilizzato per l'agricoltura. La qualità del suolo, tuttavia, sta peggiorando a causa della mancanza di ulteriori sedimenti che venivano apportati dalle inondazioni, e l'utilizzo dei fertilizzanti è andato aumentando. La costa occidentale del delta è divisa dal mare da una fascia di territorio appartenente all'ecoregione della steppa arbustiva mediterranea.
A monte del delta, l'ecoregione segue il corso del Nilo per oltre 700 km dal Cairo ad Assuan, con una larghezza media inferiore a 20 km. Per la maggior parte del tratto a monte del delta, l'ecoregione è delimitata a est dall'ecoregione della steppa e boscaglie del Sahara settentrionale, ma la metà a monte a ovest del fiume confina con l'ecoregione del deserto del Sahara.

## Clima
La maggior parte della regione ha un clima desertico caldo (BWh secondo la classificazione dei climi di Köppen). Questo clima è caratterizzato da masse d'aria stabili e da alte pressioni, condizioni ottimali per la formazione di un deserto caldo e arido. Le temperature medie dei mesi caldi si aggirano sui 29-35 °C; quelle nel delta hanno valori più mediterranei. Per quanto riguarda le precipitazioni, nel delta si hanno in media 100-200 mm di pioggia all'anno, ma i livelli diminuiscono alquanto procedendo verso sud.

## Flora e fauna
Nel delta, le distese di papiro, un tempo caratteristiche della regione, sono state sostituite dalle coltivazioni. Al di fuori delle aree agricole, specie tipiche del delta sono la cannuccia di palude (Phragmites australis), la tifa (Typha capensis) e il giunco marittimo (Juncus maritimus). Le paludi costiere sono caratterizzate da arbusti resistenti alla siccità e al sale come Halocnemum sp. e Nitraria retusa. Lungo il corso del fiume, a monte, le rive sono ricoperte da fitti boschetti di canne (Phragmites sp.) e tife (Typha sp.). Il settore egiziano del Nilo ospita 533 specie di piante, otto delle quali endemiche.
Il delta e le zone umide fluviali dell'ecoregione sono un importante punto di sosta per gli uccelli migratori che seguono la rotta che collega l'Asia e l'Africa orientale. Tra questi vi sono la cicogna bianca (Ciconia ciconia), la cicogna nera (C. nigra), la gru cenerina (Grus grus) e il pellicano comune (Pelecanus onocrotalus). Nel delta svernano numerosi uccelli, tra cui il gabbianello (Hydrocoloeus minutus) e il mignattino bigio (Chlidonias hybrida). Altri uccelli acquatici presenti nella regione sono il mestolone (Spatula clypeata), la marzaiola (S. querquedula), l'alzavola (Anas crecca), il fischione (Mareca penelope), il fratino (Charadrius alexandrinus) e il cormorano comune o marangone (Phalacrocorax carbo).

## Aree protette
Meno dell'1% dell'ecoregione gode di protezione ufficiale. L'unica zona protetta è il Wadi El Assuti.